# 小行星25143
小行星25143（臨時編號：1998 SF36），又名丝川（日语：糸川）小行星，是一顆會穿越火星轨道的阿波羅小行星。日本科学家正在通过隼鸟号太空計劃对其进行详细研究。丝川小行星是继小行星433（爱神星，433 Eros）後，第二个有人造飞行器着陆的小行星，也是第一个被人类採樣，並成為第一個被帶回樣品的小行星。

## 歷史
這顆小行星是在1998年在麗倪耳計畫中被發現的，當時的臨時編號為1998 SF36，在2003年，日本的隼鳥任務發射升空後，成為其目的地的這顆小行星就被命名為「丝川」，以紀念日本的火箭科學之父丝川英夫（Hideo Itokawa）。

## 說明
丝川是一顆S型小行星，在金石觀測站的雷達影像呈現不規則的細長型。
「隼鳥任務」證實了這項研究結果，團隊並認為丝川是由兩個或多個更小的小行星以重力作用結合在一起的聚合體。
出乎眾人意料之外的，丝川的組成行星的表面缺乏撞擊坑，表面佈滿了星羅棋佈的粗糙冰礫。任務團隊形容這些特殊的冰礫為「瓦礫」。這意味著糸川不是單獨巨石（monolith），而比較像是經過長時間凝聚在一起的瓦礫堆。

## 隼鳥任務
日本的探測器「隼鳥號」於2003年5月升空，並於2005年9月12日抵達丝川的附近，先是固定在太陽與小行星連線上距離20公里之處，然後移近至7公里的距離上。隼鳥在11月20日花了30分鐘的時間嘗試操作設備登陸並採集樣品，但沒有成功。在11月25日做了第二次登陸和採集樣品的嘗試。隼鳥在離開小行星後，於2010年6月13日深夜返回地球，且將樣品的膠囊艙降落在澳洲的烏美拉（Woomera）。

## 表面特徵的命名
隼鳥的工作團隊依據星球命名系統的原則提出了主要特徵的名稱，交由國際天文聯合會審議。可以參考丝川的地質特徵名稱表。
隼鳥的工作團隊也為更小的表面特徵命名： （页面存档备份，存于） （页面存档备份，存于）。

### 撞擊坑
小行星25143上的撞擊坑，多以科學研究所的所在處和太空發射中心命名。
| 名稱           | 名字來源 |
| -------------- | --- |
| 卡特林那撞擊坑 | 亞利桑那大學的卡特林那天文台，該天文台的卡特林那巡天系統發現很多小型天體。                                     |
| 淵野邊撞擊坑   | 神奈川縣相模原市中央區的地名，淵野邊車站是最為靠近宇宙航空研究開發機構相模原校園的車站。                       |
| 甘多撞擊坑     | Gando，加那利群島的地名，西班牙的太空發射中心的所在地。                                                        |
| 哈馬吉爾撞擊坑 | Hammaguira，位在貝沙爾西南方的城鎮，法國太空發射中心的所在地。                                                 |
| 上砂川撞擊坑   | 上砂川町，位在北海道空知支廳，1991年至2003年間於町內三井砂川炭礦的廢礦坑內放置了地下無重力實驗設施來進行實驗。 |
| 鴨居撞擊坑     | 鴨居，位在神奈川縣橫濱市綠區，鴨居車站是最為靠近製造隼鳥號的NEC東芝太空系統有限公司舊營業處的車站。            |
| 駒場撞擊坑     | 駒場，位在東京都目黑區，宇宙科學研究所過去的所在地。                                                           |
| 勞雷爾撞擊坑   | Laurel，美國馬里蘭州城市，約翰·霍普金斯大學應用物理學研究所的所在地。                                          |
| 宮原撞擊坑     | 鹿兒島縣肝屬郡肝付町的地名，內之浦宇宙空間觀測所的雷達站所在地。                                               |
| 聖馬可撞擊坑   | 聖馬可平台，位在肯亞，至1988年為止曾是義大利太空發射中心的所在地。                                             |

### 區
小行星25143上的區（地形特徵與周圍環境明顯不同），多以宇宙航空研究開發機構相關地點命名。
| 名稱     | 名字來源                                                                                              |
| -------- | --- |
| 亞冠那區 | Arcoona，澳大利亞的地名，回收隼鳥號膠囊的所在地。                                                     |
| 林尼爾區 | 林尼爾，林肯近地小行星研究小組的英文縮寫，小行星25143的發現者。                                       |
| 繆斯-C區 | 繆斯-C，隼鳥號開發時的名稱；來自繆斯之海（Muses Sea），該區除了是小行星25143最大的區外，也是隼鳥號的著陸地點。 |
| 大隅區   | 大隅半島，內之浦宇宙空間觀測所的所在地。                                                              |
| 相模原區 | 相模原市，位在神奈川縣，宇宙航空研究開發機構相模原校園的所在地。                                      |
| 內之浦區 | 內之浦町，位在鹿兒島縣；2005年7月1日與肝付町合併，發射隼鳥號的太空發射中心的所在地。                  |
| 吉信區   | 鹿兒島縣熊毛郡南種子町的地名，種子島宇宙中心的太空發射中心的所在地。                                  |

## 外部連結
- Earth impact probability of the Asteroid (25143) Itokawa to be sampled by the spacecraft Hayabusa （页面存档备份，存于） (paper abstract)
- Gazetteer of Planetary Nomenclature（页面存档备份，存于）
- MIT's LINEAR asteroid named for Japan's 'Dr. Rocket' （页面存档备份，存于） (MIT press release)
- Latest news and images from Hayabusa (JAXA Hayabusa official page)
- Hayabusa's Scientific and Engineering Achievements during Proximity Operations around Itokawa  （页面存档备份，存于） (JAXA press release)
- Initial Scientific Results of Hayabusa’s Investigation on Itokawa ~Summary of the Special Issue of “Science”Magazine~ （页面存档备份，存于） (ISAS/JAXA press release)
- Special issue: Hayabusa at Itokawa （页面存档备份，存于）, Science, Vol. 312, no. 5778, June 2 2006
- Astronomy Picture Of The Day: Approaching Asteroid Itokawa （页面存档备份，存于）, A Robot's Shadow on Asteroid Itokawa （页面存档备份，存于）, The Missing Craters of Asteroid Itokawa （页面存档备份，存于）, Smooth Sections on Asteroid Itokawa （页面存档备份，存于）

| 前一小行星： 小行星25142 | 小行星列表 | 後一小行星： 小行星25144 |